# Дубовской сельсовет (Чаплыгинский район)
Дубовской сельсовет — сельское поселение в Чаплыгинском районе Липецкой области Российской Федерации.
Административный центр — село Дубовое.

## История
Статус и границы сельского поселения установлены Законом Липецкой области от 23 сентября 2004 года № 126-ОЗ «Об установлении границ муниципальных образований Липецкой области»

## Население
| 2010  | 2012  | 2013  | 2014  | 2015  | 2016  | 2017  |
| ----- | ----- | ----- | ----- | ----- | ----- | ----- |
| 1557  | ↘1519 | ↘1458 | ↘1418 | ↘1402 | ↘1360 | ↘1340 |
| 2018  | 2021  |       |       |       |       |       |
| ↘1319 | ↘1235 |       |       |       |       |       |

## Состав сельского поселения
| № | Населённый пункт | Тип населённого пункта       | Население |
| - | ---------------- | ---------------------------- | --------- |
| 1 | Дубовое          | село, административный центр | ↘1557     |
| 2 | Смычка           | посёлок                      | 0         |